# Beckiella elongata
Beckiella elongata är en kvalsterart som beskrevs av Balogh och Sandór Mahunka 1969. Beckiella elongata ingår i släktet Beckiella och familjen Dampfiellidae. Inga underarter finns listade.